# Fulfen
Fulfen var en civil parish 1858–1934 när det uppgick i Streethay och Whittington, i grevskapet Staffordshire i England. Civil parish var belägen 17 km från Burton upon Trent och hade 72 invånare år 1931.